# Eumacepolus saxeseni
Eumacepolus saxeseni is een vliesvleugelig insect uit de familie Pteromalidae. De wetenschappelijke naam is voor het eerst geldig gepubliceerd in 1957 door Graham.